# Olympische Sommerspiele 2004/Teilnehmer (Marokko)
| Gelbes Symbol für Goldmedaillen mit stilisierten Olympischen Ringen | Graues Symbol für Silbermedaillen mit stilisierten Olympischen Ringen | Braundes Symbol für Bronzemedaillen mit stilisierten Olympischen Ringen |
| ------------------------------------------------------------------- | --------------------------------------------------------------------- | ----------------------------------------------------------------------- |
| 2                                                                   | 1                                                                     | —                                                                       |

Marokko nahm an den Olympischen Sommerspielen 2004 in der griechischen Hauptstadt Athen mit 55 Sportlern, 8 Frauen und 47 Männern, teil.

## Medaillengewinner
Mit zwei gewonnenen Gold- und einer Silbermedaille belegte das marokkanische Team Platz 36 im Medaillenspiegel.

### Gold
| Name               | Sportart       | Wettkampf  |
| ------------------ | -------------- | ---------- |
| Hicham El Guerrouj | Leichtathletik | 1500 Meter |
| Hicham El Guerrouj | Leichtathletik | 5000 Meter |

### Silber
| Name           | Sportart       | Wettkampf         |
| -------------- | -------------- | ----------------- |
| Hasna Benhassi | Leichtathletik | Frauen, 800 Meter |

## Teilnehmer nach Sportarten

### Boxen
- Redouane Bouchtouk
Halbfliegengewicht: 17. Platz

- Hicham Mesbahi
Fliegengewicht: 9. Platz

- Hamid Ait Bighrade
Bantamgewicht: 17. Platz

- Tahar Tamsamani
Leichtgewicht: 17. Platz

- Hicham Nafil
Halbweltergewicht: 9. Platz

- Miloud Ait Hammi
Weltergewicht: 17. Platz

- Rachid El-Haddak
Schwergewicht: 9. Platz

### Fechten
- Aissam Rami
Degen, Einzel: 36. Platz

### Fußball
- Herrenteam
10. Platz

- Kader
Nadir Lamyaghri
Moncef Zerka
Jamal Alioui
Badr El-Kaddouri
Oussama Souaidy
Amine Erbati
Otmane El-Assas
Farid Talhaoui
Bouabid Bouden
Mehdi Taouil
Bouchaib El-Moubarki
Salaheddine Aqqal
Merouane Zemmama
Yazid Kaissi
Azzeddine Ourahou
Tajeddine Sami

### Gewichtheben
- Yacine Zouaki
Federgewicht: 15. Platz

### Judo
- Younes Ahamdi
Superleichtgewicht: 1. Runde

- Adil Bel Gaid
Halbmittelgewicht: 1. Runde

### Leichtathletik
- Mouhssin Chehibi
800 Meter: 4. Platz

- Amine Laalou
800 Meter: Halbfinale

- Hicham El Guerrouj
1500 Meter: Gold 
5000 Meter: Gold

- Adil Kaouch
1500 Meter: 9. Platz

- Youssef Baba
1500 Meter: Halbfinale

- Hicham Bellani
5000 Meter: 9. Platz

- Abderrahim Goumri
5000 Meter: 13. Platz

- Mohammed Amyn
10.000 Meter: 18. Platz

- Jaouad Gharib
Marathon: 11. Platz

- Rachid El-Ghanmouni
Marathon: DNF

- Khalid El-Boumlili
Marathon: DNF

- Ali Ezzine
3000 Meter: 8. Platz

- Zouhair El-Ouardi
3000 Meter: Vorläufe

- Abdelatif Chemlal
3000 Meter: Vorläufe

- Tarik Bougtaïb
Weitsprung: 24. Platz in der Qualifikation

- Yahya Berrabah
Weitsprung: 30. Platz in der Qualifikation

- Hasna Benhassi
Frauen, 800 Meter: Silber 
Frauen, 1500 Meter: 12. Platz

- Seltana Aït Hammou
Frauen, 800 Meter: Halbfinale

- Amina Aït Hammou
Frauen, 800 Meter: Halbfinale

- Hafida Izem
Frauen, Marathon: 27. Platz

- Kenza Wahbi
Frauen, Marathon: 30. Platz

- Nezha Bidouane
Frauen, 400 Meter Hürden: Vorläufe

### Schwimmen
- Adil Bellaz
200 Meter Freistil: 53. Platz

### Taekwondo
- Abdelkader Zrouri
Klasse über 80 Kilogramm: 5. Platz

- Mouna Ben Abderassoul
Klasse bis 67 Kilogramm: 9. Platz

- Mounia Bourguigue
Klasse über 67 Kilogramm: 11. Platz

### Tennis
- Younes El Aynaoui
Einzel: 33. Platz

- Hicham Arazi
Einzel: 33. Platz